# روبرت إم. تشيسني
روبرت إم. تشيسني (بالإنجليزية: Robert M. Chesney)‏ هو محامي أمريكي، ولد في 23 يونيو 1971 في سان أنطونيو في الولايات المتحدة.

## روابط خارجية
- روبرت إم. تشيسني على موقع IMDb (الإنجليزية)
- روبرت إم. تشيسني على موقع ميوزك برينز (الإنجليزية)